# Zemisia discolor
Zemisia discolor je vrsta grma iz potporodice glavočika cjevnjača u podtribusu Senecioniinae, tribus Senecioneae. Vrsta Z. discolor je opisana 2006. godine i smještena u monotipičan rod Zemisia , endem je s Jamajke.

## Sinonimi
- Cineraria discolor Sw.; Prod. 5eg. Ind. Occ. 114 (1788), bazionim
- Pentacalia discolor (Sw.) H.Rob.; J. Arnold Arbor., 63(3): 311 (1982)
- Senecio discolor (Sw.) DC.; Prodr. [A. DC.] 6: 412 (1838)